# Santuario di Sant'Orante
Il santuario di Sant'Orante è un santuario intitolato a sant'Orante situato a Ortucchio (AQ) in Abruzzo.

## Storia
L'edificio di culto più volte ampliato nel corso dei secoli, venne edificato intorno alla fine dell'VIII secolo su una preesistente struttura a base poligonale risalente al III-II secolo a.C. La chiesa originariamente era intitolata a santa Maria di Capodacqua, riportata negli antichi documenti ecclesiastici come "Santa Maria in Ortucla" o "Santa Maria in Ortuchís". Tra il XIV e il XV secolo la chiesa fu ampiamente rimaneggiata e ampliata. Durante la sua peregrinazione trovò riparo nella chiesa-collegiata il giovane monaco Orante che morì a Ortucchio nella notte del 5 marzo 1431. Alcuni anni dopo il vescovo dei Marsi, mons. Angelo Maccafani fece collocare la salma in un sepolcro di pietra all'interno dell'edificio sacro. L'urna fu spostata nel 1578 in un sepolcro più adeguato e in un settore della chiesa meno umido, in questo periodo fu realizzata la prima statua del santo.
Un grave incendio e i danni della peste causarono l'abbandono della chiesa e l'edificazione di una nuova parrocchiale intitolata a san Rocco. Il corpo del monaco fu ritrovato e riesumato nella seconda metà del XVIII secolo per essere collocato nell'altare maggiore della chiesa che in quel periodo assunse ufficialmente il titolo di Sant'Orante.
Questa fu gravemente danneggiata dal terremoto della Marsica del 1915 che fece crollare il tetto danneggiando le navate laterali e i pregevoli affreschi, mentre rimase integro il portale. Dopo l'emergenza post-sisma venne innalzata sui resti della chiesa una struttura provvisoria in legno, mentre la ricostruzione in muratura avvenne alla fine degli anni sessanta del Novecento.
Sant'Orante, patrono del comune marsicano, viene celebrato con riti religiosi e civili il 5 marzo e il 28 settembre.
Nel 2018 il vescovo di Avezzano, mons. Pietro Santoro ha elevato la chiesa a santuario.

## Descrizione
L'antica chiesa dell'VIII secolo, di più piccole dimensioni, era a navata unica con abside squadrata. Il portale originario, in parte inglobato da quello addossato successivamente, presenta caratteristiche tipiche dell'arte farfense, mentre il campanile era posto lateralmente rispetto alla facciata. L'edificio ha subito nel corso dei secoli diversi rimaneggiamenti fino ad essere ampliato a tre navate in particolare tra il XIV e il XV secolo quando il portale duecentesco ad arco ogivale fu addossato alla facciata. L'opera proveniva forse dalla chiesa originaria della Madonna del Pozzo, è caratterizzato da tre colonnine circolari poste lateralmente.
Nel presbiterio sono presenti parti degli antichi affreschi della scuola farfense.